# 世界各国の政府次席の一覧
世界各国の政府次席の一覧（せかいかっこくのせいふじせきのいちらん）は、現在の世界各国の副大統領、副首相を含む指導者代行者の一覧を纏めたものである。
社会主義国では国家副主席が代行を務めている。ナウルの大統領補佐大臣も副大統領の職務と類似するため、一覧に含める。

## 国連加盟国及び国連総会オブザーバー国

### 副大統領及び同等の役職が置かれている国

#### ア行
| 国名                         | 役職                    | 名前 | 就任日         |
| ---------------------------- | ----------------------- | --- | -------------- |
| アゼルバイジャン             | 副大統領                | メフリバン・アリエヴァ | 2017年2月21日  |
| アメリカ合衆国               | 副大統領                | J・D・ヴァンス | 2025年1月20日  |
| アルゼンチン                 | 副大統領                | ビクトリア・ビヤルエル | 2023年12月10日 |
| アラブ首長国連邦             | 閣僚評議会議長 副大統領 | ムハンマド・ビン＝ラーシド・アール＝マクトゥーム | 2006年2月11日  |
| アラブ首長国連邦             | 副大統領                | マンスール・ビン・ザーイド・アール・ナヒヤーン | 2023年3月29日  |
| アンゴラ                     | 副大統領                | エスペランサ・ダ・コスタ | 2022年9月15日  |
| イエメン（大統領指導評議会） | 大統領指導評議会副議長  | アイドルース・アッ＝ズバイディー ターレク・サーレハ スルターン・アリ・アル＝アラーダ アブドッラフマーン・アル＝マフラーミー アブドゥッラー・アル＝アリーミー・バーワジール | 2022年4月7日   |
| イエメン（フーシ派）         | 最高政治評議会副議長    | サーデク・アミーン・アブ・ラース | 2022年8月24日  |
| イラン                       | 第1副大統領             | モハンマドレザー・アーレフ | 2024年7月28日  |
| イラン                       | 副大統領                | モハンマド・ジャヴァード・ザリーフ（戦略問題担当副大統領） | 2024年8月      |
| イラン                       | 副大統領                | モハンマド・エスラーミー（原子力機関担当副大統領） | 2021年8月29日  |
| イラン                       | 副大統領                | ザフラー・ベフルーズ＝アーザル（女性・家族問題担当副大統領） | 2024年8月10日  |
| イラン                       | 副大統領                | マジード・アンサーリー（法務担当副大統領） | 2024年8月22日  |
| イラン                       | 副大統領                | メイサム・ラティーフィー（総務・雇用担当副大統領） | 2021年9月5日   |
| イラン                       | 副大統領                | サイード・オーハディー（殉教者および退役軍人の財団担当副大統領） | 2024年8月10日  |
| イラン                       | 副大統領                | シーナー・アンサーリー（環境担当副大統領） | 2024年8月22日  |
| イラン                       | 副大統領                | モハンマドジャアファル・ガーエムパナー（内政担当副大統領） | 2024年8月1日   |
| イラン                       | 副大統領                | ホセイン・アフシーン（科学・技術・知識集約型経済担当副大統領） | 2024年8月10日  |
| イラン                       | 副大統領                | ハミード・プールモハンマディー（計画・予算担当副大統領） | 2024年8月4日   |
| イラン                       | 副大統領                | シャフラーム・ダビーリー・オスクーイー（議会問題担当副大統領） | 2024年8月4日   |
| イラン                       | 副大統領                | アブドルカリーム・ホセインザーデ（農業開発・条件不利地域担当副大統領） | 2024年8月26日  |
| イラク                       | 副大統領                | （空席） | 2018年10月2日  |
| インド                       | 副大統領                | （空席） | 2025年7月21日  |
| インドネシア                 | 副大統領                | ギブラン・ラカブミン・ラカ | 2024年10月20日 |
| ウガンダ                     | 副大統領                | ジェシカ・アルポ | 2021年6月8日   |
| ウルグアイ                   | 副大統領                | ベアトリス・アルギモン | 2020年3月1日   |
| エクアドル                   | 副大統領                | ベロニカ・アバド | 2023年11月23日 |
| エジプト                     | 副大統領                | （空席） | 2013年8月14日  |
| エルサルバドル               | 副大統領                | フェリックス・ウジョア | 2019年6月1日   |

#### カ行
| 国名             | 役職             | 名前                                | 就任日         |
| ---------------- | ---------------- | ----------------------------------- | -------------- |
| ガボン           | 副大統領         | セラフィン・ムンドゥンガ            | 2025年5月5日   |
| ガーナ           | 副大統領         | マハムドゥ・バウミア                | 2017年1月7日   |
| ガイアナ         | 首相 第1副大統領 | マーク・フィリップス                | 2020年8月2日   |
| ガイアナ         | 第2副大統領      | バラット・ジャグデオ                | 2020年8月2日   |
| ガンビア         | 副大統領         | ムハンマド・B・S・ジャロー          | 2022年2月24日  |
| キプロス         | 副大統領         | （空席）                            | 1974年7月15日  |
| キューバ         | 副大統領         | サルバドール・バルデス・メサ        | 2019年12月21日 |
| キリバス         | 副大統領         | テウラ・トアトゥ                    | 2019年6月19日  |
| グアテマラ       | 副大統領         | カリン・エレーラ                    | 2024年1月14日  |
| ケニア           | 副大統領         | キトゥレ・キンディキ                | 2024年11月1日  |
| コスタリカ       | 副大統領         | ステファン・ブルナー（第1副大統領） | 2022年5月8日   |
| コスタリカ       | 副大統領         | マリー・ムニベ（第2副大統領）       | 2022年5月8日   |
| コートジボワール | 副大統領         | ティエモコ・メイリエット・コネ      | 2022年4月19日  |
| コロンビア       | 副大統領         | フランシア・マルケス                | 2022年8月7日   |

#### サ行
| 国名         | 役職         | 名前                                        | 就任日         |
| ------------ | ------------ | ------------------------------------------- | -------------- |
| ザンビア     | 副大統領     | ムタレ・ナルマンゴ                          | 2021年8月24日  |
| シエラレオネ | 副大統領     | モハメド・ジュルデ・ジャロー                | 2021年4月30日  |
| シリア       | 副大統領     | （空席）                                    | 2024年12月8日  |
| ジンバブエ   | 副大統領     | コンスタンティノ・チウェンガ（第1副大統領） | 2017年11月24日 |
| ジンバブエ   | 副大統領     | ケムボ・モハディ（第2副大統領）             | 2023年9月9日   |
| スイス       | 連邦副大統領 | カリン・ケラー＝ズッター                    | 2024年1月1日   |
| スリナム     | 副大統領     | ロニー・ブランスワイク                      | 2020年7月16日  |
| セーシェル   | 副大統領     | アフメド・アフィフ                          | 2020年10月27日 |
| 赤道ギニア   | 副大統領     | テオドロ・ンゲマ・オビアン・マンゲ          | 2016年6月22日  |

#### タ行
| 国名           | 役職       | 名前                 | 就任日        |
| -------------- | ---------- | -------------------- | ------------- |
| タンザニア     | 副大統領   | フィリップ・ムパンゴ | 2021年3月31日 |
| 中国           | 国家副主席 | 韓正                 | 2023年3月10日 |
| チリ           | 副大統領   | （空席）             | （空席）      |
| ドミニカ共和国 | 副大統領   | ラケル・ペニャ       | 2020年8月16日 |
| トルコ         | 副大統領   | ジェヴデト・ユルマズ | 2023年6月4日  |

#### ナ行
| 国           | 役職           | 名前                             | 就任          |
| ------------ | -------------- | -------------------------------- | ------------- |
| ナイジェリア | 副大統領       | カシム・シェッティマ             | 2023年5月29日 |
| ナウル       | 大統領補佐大臣 | ライノル・エニミア               | 2019年9月     |
| ナミビア     | 副大統領       | ネトゥンボ・ナンディ＝ンダイトワ | 2024年2月4日  |
| ニカラグア   | 副大統領       | （空席）                         | 2025年1月30日 |
| ネパール     | 副大統領       | ラム・サハヤ・ヤーダブ           | 2023年3月20日 |

#### ハ行
| 国           | 役職       | 名前                         | 就任          |
| ------------ | ---------- | ---------------------------- | ------------- |
| パナマ       | 副大統領   | （空席）                     | 2024年7月1日  |
| パラオ       | 副大統領   | ウダッチ・センゲバウ・シニア | 2021年1月21日 |
| パラグアイ   | 副大統領   | ペドロ・アリアナ             | 2023年8月15日 |
| フィリピン   | 副大統領   | サラ・ドゥテルテ             | 2022年6月30日 |
| ブラジル     | 副大統領   | ジェラルド・アルキミン       | 2023年1月1日  |
| ブルガリア   | 副大統領   | イリアナ・イオトヴァ         | 2017年1月22日 |
| ブルンジ     | 副大統領   | プロスペール・バゾムバンザ   | 2020年6月23日 |
| ベトナム     | 国家副主席 | ボー・ティ・アイン・スアン   | 2021年4月6日  |
| ベナン       | 副大統領   | マリアム・チャビ・タラタ     | 2021年5月24日 |
| ベネズエラ   | 副大統領   | デルシー・ロドリゲス         | 2018年6月14日 |
| ペルー       | 副大統領   | （空席）                     | 2022年12月7日 |
| ボツワナ     | 副大統領   | ンダバ・ガオラテ             | 2024年11月1日 |
| ボリビア     | 副大統領   | デビッド・チョケファンカ     | 2020年11月8日 |
| ホンジュラス | 副大統領   | ドリス・グティエレス         | 2022年1月27日 |
| ホンジュラス | 副大統領   | レナート・フロンティーノ     | 2022年1月27日 |

#### マ行
| 国                         | 役職     | 名前                                                         | 就任           |
| -------------------------- | -------- | ------------------------------------------------------------ | -------------- |
| マラウイ                   | 副大統領 | マイケル・ウシ                                               | 2024年6月20日  |
| マレーシア                 | 副国王   | スルタン・ナズリン・シャー                                   | 2016年12月23日 |
| ミクロネシア連邦           | 副大統領 | アレン・パリク                                               | 2022年9月13日  |
| 南アフリカ共和国           | 副大統領 | ポール・マシャティル                                         | 2023年3月7日   |
| 南スーダン                 | 副大統領 | リエック・マチャル（第1副大統領）                            | 2020年2月21日  |
| 南スーダン                 | 副大統領 | ベンジャミン・ボル・メル(Benjamin Bol Mel)（第2副大統領）    | 2025年2月12日  |
| 南スーダン                 | 副大統領 | タバン・デンガイ（第3副大統領）                              | 2020年2月21日  |
| 南スーダン                 | 副大統領 | レベッカ・ニャンデン・デ・マビオール（第4副大統領）          | 2020年2月21日  |
| 南スーダン                 | 副大統領 | ジョセフィン・ラグ・ヤン(Josephine Lagu Yang)（第5副大統領） | 2025年2月12日  |
| ミャンマー（軍事政権）     | 副大統領 | ミンスエ                                                     | 2016年3月30日  |
| ミャンマー（国民統一政府） | 副大統領 | ドゥワ・ラシ・ラー                                           | 2018年3月30日  |
| モーリシャス               | 副大統領 | ロバート・ハングリー                                         | 2024年12月7日  |
| モルディブ                 | 副大統領 | フセイン・モハメド・ラシーフ                                 | 2018年11月17日 |

#### ラ行
| 国       | 役職               | 名前                     | 就任          |
| -------- | ------------------ | ------------------------ | ------------- |
| ラオス   | 国家副主席         | ブントング・チットマニー | 2021年3月22日 |
| ラオス   | 国家副主席         | パニー・ヤートートゥー   | 2021年3月22日 |
| リビア   | 大統領評議会副議長 | ムサ・アル＝コニ         | 2021年3月15日 |
| リベリア | 副大統領           | ジェレミア・コウング     | 2024年1月22日 |

### 副首相及び同等の役職が置かれている国

#### ア行
| 国名                     | 役職             | 名前                                                 | 就任日         |
| ------------------------ | ---------------- | ---------------------------------------------------- | -------------- |
| アイルランド             | 副首相           | ミホル・マーティン                                   | 2022年12月17日 |
| アフガニスタン           | 第1副首相        | アブドゥル・ガニ・バラダル                           | 2021年8月15日  |
| アフガニスタン           | 第2副首相        | アブドゥル・サラム・ハナフィー                       | 2021年8月15日  |
| アフガニスタン           | 第3副首相        | アブドゥル・カビール                                 | 2021年8月15日  |
| アラブ首長国連邦         | 副首相           | マンスール・ビン・ザーイド・アール・ナヒヤーン       | 2009年5月10日  |
| アラブ首長国連邦         | 副首相           | サイフ・ビン・ザーイド・アール・ナヒヤーン           | 2009年5月10日  |
| アラブ首長国連邦         | 副首相           | マクトゥーム・ビン・ムハンマド・アール・マクトゥーム | 2021年9月25日  |
| アラブ首長国連邦         | 副首相           | ハムダーン・ビン・ムハンマド・アール・マクトゥーム   | 2024年7月10日  |
| アルバニア               | 副首相           | ベリンダ・バルク                                     | 2021年9月10日  |
| アルメニア               | 副首相           | ムヘル・グリゴリャン                                 | 2021年8月2日   |
| アンティグア・バーブーダ | 副首相           | ステッドロイ・ベンジャミン                           | 2014年8月14日  |
| イエメン                 | 副首相           | （空席）                                             | 2020年12月18日 |
| イギリス                 | 副首相           | アンジェラ・レイナー                                 | 2024年7月5日   |
| イスラエル               | 副首相           | ヤリブ・レヴィン                                     | 2022年6月23日  |
| イタリア                 | 閣僚評議会副議長 | アントニオ・タイヤーニ                               | 2022年10月22日 |
| イタリア                 | 閣僚評議会副議長 | マッテオ・サルヴィーニ                               | 2022年10月22日 |
| ウクライナ               | 第1副首相        | ユリヤ・スヴィリデンコ                               | 2021年11月4日  |
| ウズベキスタン           | 第1副首相        | オチルボイ・ラマトフ                                 | 2021年10月8日  |
| エスワティニ             | 副首相           | テンバ・マスク                                       | 2018年11月6日  |
| エチオピア               | 副首相           | テメスゲン・ティルネ                                 | 2024年2月8日   |
| オーストリア             | 副首相           | ヴェルナー・コグラー                                 | 2020年1月7日   |
| オマーン                 | 副首相           | ファハド・ビン・マフムード・アール＝サイード         | 1972年6月23日  |
| オマーン                 | 副首相           | アスアド・ビン・ターリク・アール・サイード           | 2017年3月3日   |
| オマーン                 | 副首相           | シハーブ・ビン・ターリク・アール＝サイード           | 2020年3月9日   |
| オランダ                 | 副首相           | フルール・アゲマ（第1副首相）                        | 2024年7月2日   |
| オランダ                 | 副首相           | ソフィー・ハーマンズ（第2副首相）                    | 2024年7月2日   |
| オランダ                 | 副首相           | エディ・ファン・ヒジュム（第3副首相）                | 2024年7月2日   |
| オランダ                 | 副首相           | モナ・カイザー（第4副首相）                          | 2024年7月2日   |

#### カ行
| 国名         | 役職       | 名前                                         | 就任日         |
| ------------ | ---------- | -------------------------------------------- | -------------- |
| カザフスタン | 第1副首相  | ロマン・スクリャール                         | 2022年1月11日  |
| カタール     | 副首相     | ハーリド・ビン・ムハンマド・アル＝アティーヤ | 2016年1月27日  |
| カナダ       | 副首相     | （空席）                                     | 2024年12月16日 |
| 韓国         | 副総理     | 李周浩（教育副総理）                         | 2022年11月7日  |
| カンボジア   | 副首相     | アウン・ポルノモニロス                       | 2018年9月6日   |
| カンボジア   | 副首相     | サー・ソカー                                 | 2023年8月22日  |
| カンボジア   | 副首相     | ティー・セイハ                               | 2023年8月22日  |
| カンボジア   | 副首相     | ハンチュオン・ナロン                         | 2023年8月22日  |
| カンボジア   | 副首相     | ソック・チェンダ・ソピーア                   | 2023年8月22日  |
| カンボジア   | 副首相     | ケウト・リット                               | 2023年8月22日  |
| カンボジア   | 副首相     | セイ・サム・アル                             | 2023年8月22日  |
| カンボジア   | 副首相     | サン・チャンソル                             | 2023年8月22日  |
| カンボジア   | 副首相     | ネス・サヴォーン                             | 2023年8月22日  |
| 北朝鮮       | 内閣副総理 | 朴正根                                       | 2021年1月17日  |
| 北朝鮮       | 内閣副総理 | 楊勝虎                                       | 2020年4月12日  |
| 北朝鮮       | 内閣副総理 | 金成龍                                       | 2021年1月17日  |
| 北朝鮮       | 内閣副総理 | 李成鶴                                       | 2021年1月17日  |
| 北朝鮮       | 内閣副総理 | 朱哲奎                                       | 2021年1月17日  |
| 北朝鮮       | 内閣副総理 | 朴勛                                         | 2021年1月17日  |
| 北朝鮮       | 内閣副総理 | 全賢哲                                       | 2022年6月8日   |
| クウェート   | 副首相     | ファハド・ユースフ・アッ＝サバーハ           | 2024年1月17日  |

#### サ行
| 国名                             | 役職      | 名前                     | 就任日         |
| -------------------------------- | --------- | ------------------------ | -------------- |
| サウジアラビア                   | 副首相    | （空席）                 | 2022年9月27日  |
| ジャマイカ                       | 副首相    | ホレイス・チャン         | 2020年9月      |
| シンガポール                     | 副首相    | ヘン・スウィーキート     | 2019年5月1日   |
| シンガポール                     | 副首相    | ガン・キムヨン           | 2024年5月15日  |
| スウェーデン                     | 副首相    | エバ・ブッシュ           | 2022年10月18日 |
| スペイン                         | 第1副首相 | マリア・ヘスス・モンテロ | 2023年12月29日 |
| スペイン                         | 第2副首相 | ヨランダ・ディアス       | 2021年7月12日  |
| スペイン                         | 第3副首相 | テレサ・リベラ           | 2021年7月12日  |
| スロベニア                       | 副首相    | ターニャ・ファヨン       | 2022年6月1日   |
| スロベニア                       | 副首相    | ルカ・メセック           | 2022年6月1日   |
| セルビア                         | 副首相    | イヴィツァ・ダチッチ     | 2022年10月26日 |
| セルビア                         | 副首相    | シニシャ・マリ           | 2022年10月26日 |
| セルビア                         | 副首相    | イレーナ・ヴヨヴィッチ   | 2024年5月2日   |
| セルビア                         | 副首相    | アレクサンダー・ヴリン   | 2024年5月2日   |
| セントクリストファー・ネイビス   | 副首相    | ジェフリー・ハンリー     | 2022年8月6日   |
| セントビンセント・グレナディーン | 副首相    | モンゴメリー・ダニエル   | 2020年11月30日 |
| セントルシア                     | 副首相    | アーネスト・ヒレア       | 2021年11月11日 |
| ソマリア                         | 副首相    | サラー・ジャマ           | 2022年8月7日   |
| ソロモン諸島                     | 副首相    | マナセ・マエランガ       | 2019年11月1日  |

#### タ行
| 国名             | 役職             | 名前                               | 就任日         |
| ---------------- | ---------------- | ---------------------------------- | -------------- |
| タイ             | 副首相           | アヌティン・チャーンウィーラクーン | 2019年7月10日  |
| タイ             | 副首相           | プームタム・ウェーチャヤチャイ     | 2023年9月1日   |
| タイ             | 副首相           | ソムサック・テープスティン         | 2023年9月1日   |
| タイ             | 副首相           | パーンプリー・バヒッダ＝ヌカラ     | 2023年9月1日   |
| タイ             | 副首相           | パチャラワット・ウォンスワン       | 2023年9月1日   |
| タイ             | 副首相           | ピーラファン・サリーラタヴィパクク | 2023年9月1日   |
| チェコ           | 第1副首相        | ヴィット・ラクシャン               | 2021年12月17日 |
| チェコ           | 副首相           | マリアン・ジュレチカ               | 2021年12月17日 |
| チェコ           | 副首相           | イヴァン・バルトシュ               | 2021年12月17日 |
| チェコ           | 副首相           | ヴラスティミル・ヴァーレク         | 2021年12月17日 |
| 中国             | 国務院副総理     | 丁薛祥（常務副総理）               | 2023年3月12日  |
| 中国             | 国務院副総理     | 何立峰                             | 2023年3月12日  |
| 中国             | 国務院副総理     | 張国清                             | 2023年3月12日  |
| 中国             | 国務院副総理     | 劉国中                             | 2023年3月12日  |
| ツバル           | 副首相           | パナパシ・ネレソニ                 | 2024年2月27日  |
| デンマーク       | 副首相           | トロール・ルン・ポールセン         | 2023年12月13日 |
| ドイツ           | 連邦副首相       | ロベルト・ハーベック               | 2021年12月8日  |
| ドミニカ国       | 副首相           | アーヴィング・マッキンタイア       | 2022年12月13日 |
| トンガ           | 副首相           | （空席）                           | 2022年8月10日  |
| トルクメニスタン | 閣僚評議会副議長 | ラシッド・メレドフ                 | 2007年2月17日  |

#### ナ行
| 国名             | 役職                       | 名前                     | 序列                     | 就任日         |
| ---------------- | -------------------------- | ------------------------ | ------------------------ | -------------- |
| ナミビア         | 副首相                     | ジョン・ムトルワ         | ジョン・ムトルワ         | 2024年2月9日   |
| 日本             | 内閣総理大臣臨時代理予定者 | 林芳正（内閣官房長官）   | 継承第1位                | 2023年12月14日 |
| 日本             | 内閣総理大臣臨時代理予定者 | 中谷元（防衛大臣）       | 継承第2位                | 2024年10月1日  |
| 日本             | 内閣総理大臣臨時代理予定者 | 村上誠一郎（総務大臣）   | 継承第3位                | 2024年10月1日  |
| 日本             | 内閣総理大臣臨時代理予定者 | 加藤勝信（財務大臣）     | 継承第4位                | 2024年10月1日  |
| 日本             | 内閣総理大臣臨時代理予定者 | 岩屋毅（外務大臣）       | 継承第5位                | 2024年10月1日  |
| ニュージーランド | 副首相                     | ウィンストン・ピータース | ウィンストン・ピータース | 2023年11月27日 |
| ネパール         | 副首相                     | プラカシュ・マン・シン   | プラカシュ・マン・シン   | 2024年7月15日  |
| ネパール         | 副首相                     | ヴィシュヌ・ポウデル     |                          | 2024年7月15日  |
| ノルウェー       | 外務大臣                   | エスペン・バース・エイデ | エスペン・バース・エイデ | 2023年10月16日 |

#### ハ行
| 国名               | 役職                      | 名前                                             | 就任日         |
| ------------------ | ------------------------- | ------------------------------------------------ | -------------- |
| バーレーン         | 副首相                    | ムハンマド・ビン・ムバーラク・アール・ハリーファ | 2020年11月11日 |
| パキスタン         | 副首相                    | イスハーク・ダール                               | 2024年4月28日  |
| バハマ             | 副首相                    | チェスター・クーパー                             | 2021年9月17日  |
| パプアニューギニア | 副首相                    | ジョン・ロッソ                                   | 2022年5月25日  |
| バルバドス         | 副首相                    | サンティア・ブラッドショー                       | 2020年9月15日  |
| ハンガリー         | 副首相                    | シェムイェーン・ジョルト                         | 2010年6月1日   |
| フィジー           | 副首相                    | ビマン・プラサド                                 | 2022年12月24日 |
| フィジー           | 副首相                    | ヴィリアメ・ガヴォカ                             | 2022年12月24日 |
| フィジー           | 副首相                    | マノア・カミカミカ                               | 2022年12月24日 |
| フィンランド       | 副首相                    | リーッカ・プラ                                   | 2023年6月20日  |
| フランス           | 国務大臣                  | （空席）                                         | 2019年7月16日  |
| ブルガリア         | 副首相                    | リュドミラ・ペトコワ                             | 2024年4月9日   |
| ブルネイ           | 王太子 副首相（上級大臣） | アルムタデー・ビラ                               | 1998年8月10日  |
| ベトナム           | 第1副首相                 | グエン・ホア・ビン                               | 2024年8月26日  |
| ベトナム           | 副首相                    | チャン・ホン・ハー                               | 2023年1月5日   |
| ベトナム           | 副首相                    | レー・タイン・ロン                               | 2024年6月6日   |
| ベトナム           | 副首相                    | ホー・ドゥック・フォック                         | 2024年8月26日  |
| ベトナム           | 副首相                    | ブイ・タイン・ソン                               | 2024年8月26日  |
| ベリーズ           | 副首相                    | コーデル・ハイド                                 | 2020年11月12日 |
| ベルギー           | 副首相                    | ピエール＝イヴ・デルマーニュ                     | 2020年10月1日  |
| ベルギー           | 副首相                    | デビッド・クラリンヴァル                         | 2020年10月1日  |
| ベルギー           | 副首相                    | ジョルジュ・ギルキネ                             | 2020年10月1日  |
| ベルギー           | 副首相                    | ヴィンセント・ヴァン・ペテゲム                   | 2020年10月1日  |
| ベルギー           | 副首相                    | フランク・ヴァンデンブルック                     | 2020年10月1日  |
| ベルギー           | 副首相                    | ペトラ・デ・サッター                             | 2020年10月1日  |
| ベルギー           | 副首相                    | ポール・ヴァン・ティグチェルト                   | 2023年10月22日 |

#### マ行
| 国名                   | 役職      | 名前                                             | 就任日         |
| ---------------------- | --------- | ------------------------------------------------ | -------------- |
| マレーシア             | 副首相    | アフマド・ザヒド・ハミディ                       | 2022年12月3日  |
| マレーシア             | 副首相    | ファビラ・ユスフ                                 | 2022年12月3日  |
| ミャンマー（軍事政権） | 副首相    | ソウ・ウイン                                     | 2021年8月1日   |
| ミャンマー（軍事政権） | 副首相    | ミャ・トゥン・ウー                               | 2023年2月1日   |
| ミャンマー（軍事政権） | 副首相    | ティン・アウン・サン                             | 2023年2月1日   |
| ミャンマー（軍事政権） | 副首相    | ソー・トゥッ                                     | 2023年2月1日   |
| ミャンマー（軍事政権） | 副首相    | ウィン・シェイン                                 | 2023年2月1日   |
| ミャンマー（軍事政権） | 副首相    | タン・スエ                                       | 2023年8月3日   |
| モーリシャス           | 第1副首相 | ルイ・スティーブン・オベガドゥー                 | 2020年6月25日  |
| モーリシャス           | 副首相    | リーラ・デビ・ドゥークン                         | 2019年11月12日 |
| モーリシャス           | 副首相    | アンワル・フスヌー                               | 2019年11月12日 |
| モルドバ               | 副首相    | ミハイ・ポプソイ                                 | 2024年1月29日  |
| モルドバ               | 副首相    | ドゥミトル・アライバ                             | 2023年2月16日  |
| モルドバ               | 副首相    | ヴラディミル・ボレア                             | 2023年2月16日  |
| モルドバ               | 副首相    | クリスティーナ・ゲラシモフ                       | 2024年2月5日   |
| モルドバ               | 副首相    | オレグ・セレブライアン                           | 2022年1月19日  |
| モンゴル               | 副首相    | サインブヤン・アマルサイハン                     | 2022年9月8日   |
| モンテネグロ           | 副首相    | アレクサ・べチッチ                               | 2023年10月31日 |
| モンテネグロ           | 副首相    | モモ・コプリヴィカ (Momo Koprivica)              | 2023年10月31日 |
| モンテネグロ           | 副首相    | スルジャン・パヴィチェヴィッチ (Srđan Pavićević) | 2023年10月31日 |
| モンテネグロ           | 副首相    | ニック・ジェロジャイ                             | 2023年10月31日 |
| モンテネグロ           | 副首相    | ドラゴスラヴ・シュチェキッチ (Dragoslav Šćekić)  | 2023年10月31日 |

#### ヤ・ラ行
| 国名               | 役職              | 名前                         | 就任日         |
| ------------------ | ----------------- | ---------------------------- | -------------- |
| ヨルダン           | 副首相            | タウフィーク・クライシャーン | 2020年10月12日 |
| リヒテンシュタイン | 副首相            | サビーネ・モナウニ           | 2004年8月15日  |
| ルーマニア         | 副首相            | マリアン・ネアシュ           | 2023年6月15日  |
| ルーマニア         | 副首相            | カタリン・プレドイウ         | 2023年6月15日  |
| ルクセンブルク     | 副首相            | グザヴィエ・ベッテル         | 2023年11月17日 |
| レソト             | 副首相            | ントメン・マジャラ           | 2020年5月21日  |
| レバノン           | 閣僚評議会副議長  | サアーデ・アッ＝シャーミー   | 2021年9月11日  |
| ロシア             | 連邦政府第1副議長 | デニス・マントゥロフ         | 2024年5月14日  |

## 国家の承認を得る国が少ない、またはない国

### 副大統領及び同等の役職が置かれている国
| 国名         | 役職     | 名前                       | 就任          |
| ------------ | -------- | -------------------------- | ------------- |
| アブハジア   | 副大統領 | バドル・ガンバ             | 2020年4月23日 |
| 台湾         | 副総統   | 蕭美琴                     | 2024年5月20日 |
| ソマリランド | 副大統領 | アブディラマン・セイリシ   | 2010年7月27日 |
| プントランド | 副大統領 | アーメド・エルミ・オスマン | 2019年1月8日  |

### 副首相及び同等の役職が置かれている国
| 国名       | 役職         | 名前                   | 就任          |
| ---------- | ------------ | ---------------------- | ------------- |
| 台湾       | 行政院副院長 | 鄭麗君                 | 2024年5月20日 |
| クック諸島 | 副首相       | ロバート・タイパイタウ | 2020年10月1日 |